# Lamia Makaddam
Lamia Makaddam (tiếng Ả Rập: لمياء المقدم) (sinh năm 1971 tại Sousse) là một nhà thơ, nhà báo và dịch giả người Tunisia.

## Tiểu sử
Lamia Makaddam sinh năm 1971 tại Sousse, Tunisia. Cô bắt đầu viết thơ từ khi còn nhỏ và mặc dù không có nữ cố vấn trong thơ, được gia đình và giáo viên khuyến khích bằng văn bản. Cô đã xuất bản bài thơ đầu tiên của mình trên tờ báo cánh tả Badil.
Cô đã viết hai tập thơ, và tác phẩm của cô đã được dịch sang tiếng Anh, tiếng Pháp, tiếng Hà Lan và tiếng Kurd. Cô đã được trao giải thưởng văn học al-Hijara ở Hà Lan vào năm 2000.
Cô có bằng thạc sĩ về ngôn ngữ và văn học Ả Rập và ngoài viết lách còn làm dịch giả. Cô đã sống ở Hà Lan trong 20 năm  và hiện đang sống ở Amsterdam.

## Giải thưởng
- Giải thưởng văn học al-Hijara, Hà Lan, 2000 [3]

## Tác phẩm được chọn

### Sách thơ
- Intahā hāḏahi al-qaṣīda.. intahā hāḏā al-ubb (Bài thơ này đã được thực hiện, tình yêu này đã được thực hiện), 2015 [3]
- Biṭaʻm al-fākiha al-šatwiyya (Với hương vị của trái cây mùa đông), 2007 [3]

### Bản dịch
- Anta qulta (Bạn đã nói), bản dịch của tiểu thuyết Hà Lan Jij zegt het, của Connie Palmen [4]

### Bài thơ dịch sang tiếng Anh
- Hai bài thơ ("Thơ được tạo ra để giải quyết các vấn đề gia đình", "Tình yêu làm cho phụ nữ thành đàn ông và đàn ông thành phụ nữ"), Văn học thế giới ngày nay, 2018 [5]
- Bốn bài thơ ("Người bán bánh mì", "Nếu tôi từng viết thơ", "Một chiếc váy ngắn", "Một cái gì đó phải phá vỡ cuối cùng"), Banipal, 2017 [6]
- Ba bài thơ, Banipal [7]